# 霍恩施泰因-恩斯塔尔
霍恩施泰因-恩斯塔尔（德語：Hohenstein-Ernstthal，發音：[ˈhoːənˌʃtaɪn ˈɛʁnstˌtaːl] ⓘ）是德国萨克森州茨维考县的城市，面积18.58平方千米，2023年12月31日人口为13,937人。